# Mozgó Világ
A Mozgó Világ folyóirat Budapesten, eredetileg a KISZ KB hivatalos orgánumaként indult 1971-ben. A szerkesztőség kezdetben a XII. kerületi Böszörményi út 24-ben, majd a XI. kerületi Bertalan Lajos utca 26-ban működött, később az V. kerületi Nádor u. 26-ban folytatta munkáját. A folyóirat neve azonos Illyés Gyula (1902-1983) 1965-ben megjelent nagy gondolati versének címével. Fénykorában, a „régi” Mozgó Világnak 1971 és 1983 novembere között összesen 79 száma jelent meg. A szerkesztőség önmeghatározása szerint „irodalmi-művészeti-közművelődési és kritikai”, majd 1981-től „irodalmi-művészeti-kritikai és társadalomelméleti” folyóirat.

## Az almanach
A Mozgó Világ almanach 1971 és 1974 között mindössze hat alkalommal jelent meg, számonként más és más szerkesztők alakították a lap arculatát és tartalmát. Az almanach főcíme alatt a következő értelmező cím olvasható: fiatal írók és művészek szemléje (1971-1974). Első felelős szerkesztői: Szabó B. István, Gáll István. Őket követte Simonffy András főszerkesztő. Az almanach és a folyóirat között a folytonosságot Szabados Árpád (1944) festőművész teremtette meg. A Mozgó Világ folyóirattá 1975-ben vált (ebben az évfolyamban az első és egyetlen szám – a folyóirattá alakulás bonyodalmai miatt – decemberben jelent meg). Az induló lapszám Nagy Gáspár, Pintér Lajos és Szokolay Zoltán versét, Esterházy Péter, Nádudvari Anna és Temesi Ferenc elbeszélését, Csalog Zsolt szociográfiáját, Csaplár Vilmos és Hankiss Ágnes tanulmányát, Páskándi Géza esszéjét, színházi körinterjút, tudósításokat, jegyzeteket és grafikákat közölt.

## Fordulópontok
A folyóiratot hosszú ideig évente csupán hatszor (februárban, áprilisban, júniusban, augusztusban, októberben és decemberben) adták ki. 1980-ban havi lappá alakulhatott. Az 1981. márciusi számot betiltották. 1981 júniusában jelent meg az összevont 3-4. szám. A „régi” Mozgó Világ utolsó száma 1983 novemberében látott napvilágot, a kinyomtatott decemberi Bibó-szám megjelenését megakadályozták. (A nyomdából néhány tucat példányt sikerült „kimenteni”.) A 12. szám Siklósi Norbert, a Lapkiadó Vállalat vezérigazgatója szerkesztésében jelent meg.

## Története
A nehéz körülmények ellenére Veress Miklós (1942 - 2019) vezetésével a szerkesztőség rövid idő alatt érdekes, környezetéből kissé kirívó folyóiratot hozott létre. Izgalmas szerkesztési módszereket és vizuális megoldásokat tartalmazott, és 1978-tól egyre többször a maga korában szokatlanul bátor szövegeket is közölt. A folyóirat évfolyamonként változó, jellegzetes címlapját Schmal Károly (1942) grafikus, festőművész tervezte. Kezdettől fogva erős volt a szépprózai és a szociográfiai rovat, a művészetelméleti tanulmányok és a képzőművészeti anyag a lap nyitott szellemiségét tükrözték. A műfaji-tematikai nyitottság alapvető jellemzője volt a „régi” Mozgó Világnak (irodalom, képzőművészet, művészetelmélet, tanulmány, esszé, publicisztika, kritika, interjú, körkérdések, tárgykultúra, szociológia, történelem, vita, zene, fotó, film, olvasói levelek). A magyarországi folyóiratok között a Mozgó Világban jelentek meg először a szerzőket, alkotókat bemutató kiséletrajzok. Komoly érdeklődést keltett az 1980 és 1982 között lezajlott oktatásügyi vita. A vitaindítót Andor Mihály szociológus írta meg (Dolgozat az iskoláról, 1980. 12., 1981. 1.)
A „fiatal írók – fiatal művészek” lapját kezdetben a Magyar Kommunista Ifjúsági Szövetség (KISZ) Központi Bizottsága (KB) felügyelte. Az 1970-es évek végére a szerkesztőség és a KISZ vezetése közötti viszony megromlott, a sorozatos figyelmeztetések, feddések előbb az elő-cenzúra alkalmazásához, majd Veress Miklós leváltásához vezettek. 1981 elején a folyóiratot a megszüntetés fenyegette: a KISZ vezetői inkább arra hajlottak, hogy végleg felszámolják a lapot, a márciusi szám már nem is jelenhetett meg. Ugyanebben az időszakban zajlott le a Fiatal Írók József Attila Körében (FIJAK) megfogalmazódó autonómiatörekvés nyomán gerjesztett válság. A Magyar Írók Szövetségének vezetői 1981. március 11-én közölték a József Attila Kör vezetőségével, hogy a fiatal írók szervezetének működést felfüggesztik. A JAK hosszas egyeztetések, tárgyalások, majd kompromisszumok árán 1981 júliusában alakulhatott újjá. A József Attila Kör saját folyóiratot nem indíthatott ugyan, viszont 1982-ben megjelenhetett a JAK-füzetek 1. kötete (FASÍRT, avagy viták a „fiatal irodalomról”; az összeállítást Dérczy Péter szerkesztette).
A „régi” Mozgó Világ történetének első válsága a külső szemlélő számára meglepő, egyúttal szerencsés fordulattal zárult. Aczél György (1917-1991), aki a kultúrpolitika legfőbb irányítója volt ebben az időszakban, elhatározta, hogy még egyszer, s talán utoljára megpróbálja a fiatal nemzedékek értelmiségi csoportjait megnyerni vagy legalábbis semlegesíteni, ezért úgy döntött, hogy a KISZ-től elveszi, majd „átmenti”, a „felnőtt” lapok sorába emeli a lapot. 1981 közepén úgy látszott, hogy a Mozgó Világ jobb feltételek között (bővebb terjedelemben, magasabb példányszámban, képeslap-, illetve poszter-mellékletekkel) működhet tovább. Kulin Ferenc (1943), a folyóirat új főszerkesztője, nem volt ismeretlen a Mozgó Világ olvasói előtt, hiszen korábban (1980-ig) főszerkesztő-helyettesként és rovatvezetőként a lapnál dolgozott, személye mind a két fél – a szerkesztőség és a hatalom – számára elfogadható volt.
A „régi” Mozgó Világ számos író pályájának elindításában vagy kiteljesítésében (pl. a „Péterek”: Hajnóczy Péter, Esterházy Péter, Nádas Péter; Bereményi Géza, Spiró György, Sarusi Mihály, Osztojkán Béla, Géczi János, Zalán Tibor), s a magyar szociográfia szemléleti és módszertani megújításában (pl. Anóka Eszter, Diósi Ágnes, Szabó Lívia, Berkovits György, Csalog Zsolt, Kőbányai János, Tar Sándor) is fontos szerepet játszott, miközben az idősebb generáció néhány alkotójához (Mészöly Miklós, Ottlik Géza, Pilinszky János) is utat talált (pl. Esterházy Péter Ottlik-objektje, az Iskola a határon teljes szövege). A lap fórumot teremtett közéleti vitáknak is: a legnagyobb érdeklődést kiváltó oktatásügyi vita (1980-1982) mellett még kiemelhetők a hagyományról (1977-78), a családról (1982-83), az egyetemi reformról (1982-83), a nemzettudatról (1983), a magyarországi kórházak helyzetéről (1982-83) és a gazdasági reformról (1982-83) szóló polémiák is. Az 1983-ban elindított Európa-vitához kapcsolódott a betiltott Bibó-szám (1983. 12.) is, amelyben Bibó István (1911-1979) Az európai társadalom fejlődése című terjedelmes történelemfilozófiai tanulmányát is közölték volna. A szerkesztőség által 1976-ban alapított Aszú-díj az idők során igen rangos elismeréssé vált. A díjazottak: 1976-ban Csalog Zsolt, Fodor Tamás, Bereményi Géza; 1977-ben Kőbányai János, Osztojkán Béla, Szemethy Imre; 1980-ban Petri György, Hajnóczy Péter, Tar Sándor, Swierkiewicz Róbert, Szilágyi Ákos; 1981-ben Esterházy Péter, Varga Imre, Diósi Ágnes, Bukta Imre, Balassa Péter, Andor Mihály; 1982-ben Bereményi Géza, Csalog Zsolt, Egyed Péter, Mészöly Miklós, Raffay Ernő, Újházi Péter; 1983-ban Schmal Károly, Szabó Miklós, Tokaji András, Holló András.
A „régi” Mozgó Világ 1981 és 1983 közötti története a „szabadság kis körei” kiépítésének kísérlete. A hatalom türelme rövid ideig tartott: tiltások, fenyegetések, titkos (vagy éppen demonstratív) megfigyelések kísérték a szerkesztőség törekvéseit, amely – tagjai minden szemléleti különbsége és vitája ellenére – egyre összetartóbb közösséggé vált. A hatalom még inkább megriadt a folyóirat köré szerveződő egyetemisták és fiatal értelmiségiek szimpátia-megnyilvánulásaitól, s tartott attól a társadalmi szerveződéstől, „mozgástól” is, amely Mozgó Világ-körök, -klubok létrehozásában és működtetésében öltött testet.
1983 szeptemberében leváltották a lap főszerkesztőjét, Kulin Ferencet, amelynek nyomán a teljes szerkesztőség felmondott, majd a korszakban példátlan tiltakozási, egyúttal a folyóirat mellett kiálló szolidaritási akció bontakozott ki. A „lényegében ellenforradalminak” ítélt Bibó-szám 1983 decemberében nem jelenhetett meg.
1984-től – több mint 30 éve – P. Szűcs Julianna a Mozgó Világ főszerkesztője.

## Szerkesztőség
- Veress Miklós (1942–2019): felelős szerkesztő, 1975-1980; főszerkesztő, 1980-1981.
- Kulin Ferenc (1943): felelősszerkesztő-helyettes, 1975-1979; a kritikai rovat vezetője, 1977-1980; főszerkesztő: 1981-1983.
- Alexa Károly (1945): a szépprózai rovat vezetője, 1978-1981; felelősszerkesztő-helyettes, 1979-1980; főszerkesztő-helyettes, 1980-1981; az irodalmi rovat vezetője, 1981-1983.
- Berkovits György (1940–2018): a szociográfiai rovat vezetője, 1975-1983.
- Czakó Gábor (1942–2024): a hazai és külföldi figyelő rovat vezetője, 1980-1981; a publicisztikai és vitarovat vezetője, 1981-1983, az a-z rovat ötletgazdája és szerkesztője.
- Gergely András (1946–2021): a nemzeti hagyományok (történelmi hagyományok) rovat vezetője, 1981-1983.
- Helle Mária (1942): technikai szerkesztő, 1977-1983.
- Jankovics József (1949–2021): olvasószerkesztő, 1977-1978.
- Kocsis Zoltán (1952–2016): a zenei rovat vezetője, 1982-1983.
- Lengyel Péter (1939): olvasószerkesztő, 1975-1976.
- Mányoki Endre (1954–2022): a krónika és a programrovat vezetője, 1980-1981; a vers- és a figyelő rovat vezetője, 1981-1983.
- Margócsy István (1949): a versrovat vezetője, 1978-1980.
- Marosi Gyula (1941): a prózarovat vezetője, 1977-1978.
- Mészáros Tamás (1947): a film-színház-zene rovat vezetője, 1977-1978; a művészetkritikai rovat vezetője, 1978-1980.
- Reményi József Tamás (1949–2023): a művészetkritikai rovat vezetője, 1980; a színházi és a külföldi magyar kultúra rovat vezetője, 1981-1983; főszerkesztő-helyettes, 1981-1983; megbízott főszerkesztő, 1981. február–április; 1983. szeptember–november.
- Szabados Árpád (1944–2017): a képzőművészeti rovat vezetője, 1971-1974; 1975-1983.
- Szkárosi Endre (1952–2022) szerkesztőségi munkatárs, 1978; olvasószerkesztő, 1978-1981; a film, zene, kitekintés rovat vezetője, 1981-1982; a kitekintés és a filmrovat vezetője, 1982-1983.
- Tárnok Zoltán (1943–2020): a versrovat vezetője, 1980-1981; olvasószerkesztő, 1981-1983.

## Műfajok, rovatok, arányok
- 1975. 1 - 1976. 5.: szerkesztőségi jegyzet és cikk: 6%; széppróza: 21%, vers: 9%, szépirodalom összesen: 30%; szociográfia: 12%; tanulmány, művészetkritika, irodalomkritika összesen: 30%; képzőművészeti szöveg: 5%, vizuális anyag együtt: 22%
- 1980: széppróza, dráma: 20%, vers: 8%, széppróza összesen: 27%; szociográfia: 8%; tanulmány, kritika (irodalom, képzőművészet, színház, zene, egyéb): 24%; publicisztika (jegyzet, tárca, bemutatás, útirajz, glossza, a-z, Dear Mr. Vilag, interjú, körkérdés, riport, vita): 17%; képzőművészet (fotó, kép, grafika, szobor, képregény, vizuális élmény, nyílt tér): 21%; dokumentum (sajtódokumentum): 1%; kitekintés (kubai, román és jugoszláviai irodalmi összeállítások): 2%.
- 1982: próza: 13,3%, vers, versciklus: 9,2%, szépirodalom összesen: 22,5%; szociográfia, szociológia: 10%; tanulmány, kritika, portré, esszé (irodalom, vizualitás, színház, film, zene, történelem, egyéb): 33,5%; publicisztika (jegyzet, bemutatás, glossza, tárca, interjú, riport, a-z, Dear Mr. Vilag): 10,2%; vita: 7%; képzőművészet (fotó, kép, grafika, szobor, textil, építészet, képregény, vizuális élmény, nyílt tér): 15%; kitekintés: 0,3%; dokumentum: 1,5%

## Jeles munkatársai, publicistái
- Czakó Gábor szerkesztőségi tag (1978-1983)
- Kabdebó Tamás
- Krasznahorkai László
- Orosz István
- Kocsis Zoltán

## Állományadatok
1971:1-2; 1972:1-6; 1973:1-6; 1974:1-6.; 1. évfolyam 1975:1; 2.1976:1-6--4.1979:1-6; 5.1980:1-12–38. évfolyam 2012:1-12–40. 2014:1-4.